# Plionoma
Plionoma is een kevergeslacht uit de familie van de boktorren (Cerambycidae). De wetenschappelijke naam van het geslacht werd voor het eerst geldig gepubliceerd in 1912 door Casey.

## Soorten
Plionoma omvat de volgende soorten:
- Plionoma basalis (Horn, 1894)
- Plionoma rubens (Casey, 1891)
- Plionoma suturalis (LeConte, 1858)